# Блу-Скай (Колорадо)
Блу-Скай (англ. Blue Sky) — переписна місцевість (CDP) в США, в окрузі Морган штату Колорадо. Населення — 65 осіб (2020).

## Географія
Блу-Скай розташований за координатами 40°18′0″ пн. ш. 103°48′20″ зх. д. / 40.30000° пн. ш. 103.80556° зх. д. (40.300094, -103.805528).  За даними Бюро перепису населення США в 2010 році переписна місцевість мала площу 0,09 км², уся площа — суходіл.

## Демографія
Згідно з переписом 2010 року, у переписній місцевості мешкали 24 особи в 6 домогосподарствах у складі 6 родин. Густота населення становила 259 осіб/км².  Було 6 помешкань (65/км²).
Расовий склад населення:
| - 58,3 % — білих - 16,7 % — азіатів - 12,5 % — корінних американців |

До двох чи більше рас належало 12,5 %. Частка іспаномовних становила 20,8 % від усіх жителів.
За віковим діапазоном населення розподілялося таким чином: 37,5 % — особи молодші 18 років, 58,3 % — особи у віці 18—64 років, 4,2 % — особи у віці 65 років та старші. Медіана віку мешканця становила 32,5 року. На 100 осіб жіночої статі у переписній місцевості припадало 84,6 чоловіків;  на 100 жінок у віці від 18 років та старших — 87,5 чоловіків також старших 18 років.
Цивільне працевлаштоване населення становило 0 осіб. 